# Kviriké III de Kakhétie
Kviriké III  de Kakhétie dit le Grand (en géorgien : კვირიკე III დიდი, Kvirike III Didi) est un roi de Kakhétie de la dynastie des  Kyriacides de 1014 à 1029/1039.

## Biographie
Kviriké  ou Cyriaque III est le fils du « Chorévêque » David de Kakhétie. Il succède à son père comme « Prince et Chorévêque » de Kakhétie alors que le pays est sous l’occupation du roi Bagrat III de Géorgie.
Les nobles de Kakhétie mettent à profit la mort du roi Bagrat III de Géorgie, chassent les éristaws qu’il a nommés comme gouverneurs et rappellent Kviriké, le fils de leur ancien souverain, qui reprend le pouvoir. Il prend ensuite le contrôle de la région voisine d’Héréthie et fait reconnaître son indépendance par le jeune Georges Ier de Géorgie en assumant le titre royal.  
Sous son règne, le royaume de Kakhétie-Héréthie connaît sa période de plus grande prospérité et développement. D’après la Chronique géorgienne, Kviriké II serait à l’origine de la grande coalition qui comprend le roi Bagrat IV de Géorgie, Liparit III (fils de Liparit II Orbéliani), Ioané Abzadzé et son beau-frère David Ier de Lorri (qualifié de roi d’Arménie) contre l’émir cheddâdide Fazl Ier, qui est vaincu dans le canton d’Electz. Peu après, Kviriké repousse une invasion des Alains ou Ossètes qui ont franchi le Caucase et au cours de laquelle leur roi nommé Ordouré par la Chronique est tué.
C'est sous le règne de Kviriké qu'est également construite la grande cathédrale d'Alaverdi, qui deviendra le sanctuaire funéraire des rois de Kakhétie postérieurs.
À l’apogée de sa puissance, Kviriké est assassiné au cours d'une chasse en 1029/1039 par un esclave ossète désireux de venger son souverain. Après sa mort, la Kakhétie-Héréthie est selon Cyrille Toumanoff annexée temporairement pendant dix ans (1029-1039) au royaume de Géorgie.

## Postérité
Kviriké III ne laisse pas de descendant. Le trône revient en 1039 à Gagik Ier, le second fils de sa sœur Zoracertel et du roi David Anholin qui appartient à une branche cadette de la dynastie bagratide d’Arménie.   